# HMS Jupiter (F60)
Pour les autres navires du même nom, voir HMS Jupiter.
Le HMS Jupiter est une frégate de la classe Leander de la Royal Navy.

## Histoire
En 1970, le HMS Jupiter est déployé dans les Indes occidentales puis rejoint le Standing NATO Maritime Group 1. En 1972, il aide le Naiad quand il connaît une panne invalidante.
L'année suivante, il participe à la deuxième guerre de la morue. Le 26 mai 1973, lui et son hélicoptère Westland Wasp aident le chalutier britannique Everton, qui prend de l'eau après avoir été touché par des tirs depuis le patrouilleur islandais Ægir. Le Jupiter visite ensuite l'Afrique en route vers l'Extrême-Orient et le Pacifique, et quand il atteint l'Extrême-Orient, le Jupiter accomplit une variété de tâches, comme des visites à maintes reprises dans de nombreux ports. Il se rend en 1974 à Christchurch lors des Jeux du Commonwealth britannique de 1974. Il va également à la base navale américaine de Pearl Harbor où certains problèmes de propulsion sont résolus. Le prince Charles de Galles se joint au Jupiter en janvier 1974 comme officier des communications du navire et reste à bord jusqu'à son retour au Royaume-Uni plus tard dans l'année.
De 1976 à 1977, le Jupiter fait partie de la 7e escadre (en) qui fait des exercices navals et va dans la mer des Caraïbes et à Rio de Janeiro et Salvador de Bahia en avril 1977 et Funchal. Il est présent à une revue de la flotte à l'occasion du Jubilé d'argent d'Élisabeth II. Après les revues, les navires de l'escadre vont dans des ports du sud du pays de Galles, le Jupiter va à Cardiff en juillet 1977. Plus tard dans l'année, il sert dans la garde de Gibraltar. Il représente le Royaume-Uni lors du 200e anniversaire du siège de Savannah en 1979.
Le Jupiter apparaît dans la série télévisée Warship. Tous les membres de l'équipage ont reçu des casquettes HMS Hero à des fins de tournage. Le navire principal utilisé pour le tournage est cependant le HMS Phoebe.
En 1980, le Jupiter commence une modernisation et reçoit des missiles Sea Wolf et Exocet à la place d'une double tourelle de canons de 4,5 pouces (114 millimètres), les chaudières sont changées. La modernisation finit en 1983.
Le 13 juin 1984, alors qu'il quitte la Pool of London après une visite dans la capitale, il entre en collision avec le pont de Londres, le navire et le pont ont des dommages importants. Le capitaine du navire, le commandant Colin Hamilton, est jugé en cour martiale à Portsmouth le 4 décembre 1984.
En septembre 1986, le Jupiter prend part à un exercice de l'OTAN et va à Gibraltar puis passe quatre semaines consécutives dans la mer Méditerranée et retourne à Gibraltar avant son port d'attache de Plymouth (jusqu'en 1985, le port est Portsmouth). Il se déploie après dans le golfe Persique au sein de la patrouille Armilla en compagnie du HMS Newcastle et du RFA Brambleleaf. Il aide à l'évacuation des ressortissants britanniques et du Commonwealth de la République démocratique populaire du Yémen à la suite du coup d'État. Pendant la patrouille, il fait escale à Gibraltar, Djibouti, Aqaba, Doha, Mascate et Mombasa puis retourne via le canal de Suez et Le Pirée. Après une transition par le canal de Corinthe, le commandant Bridges est promu capitaine pendant le voyage retour.
Entre 1984 et 1986, le Jupiter va à Bremerhaven, Amsterdam, Bordeaux et Middlesbrough avec laquelle le navire est jumelé. En september 1986, il fait partie de la garde Tall Ships' Races à Newcastle upon Tyne.
Au cours de la première guerre du Golfe, il est dans la patrouille Armilla. Son dernier déploiement a lieu entre fin 1991 et début 1992 dans l'Atlantique Sud. Le Jupiter est retiré du service en 1992. Il est vendu pour la ferraille en 1997 et remorqué à Alang en Inde pour être démoli.